# Episodi di Appartamento in tre (prima stagione)
La prima stagione della serie televisiva Appartamento in tre è stata trasmessa in anteprima negli Stati Uniti d'America dalla NBC tra l'8 settembre 1983 e il 10 marzo 1984.
| nº | Titolo originale             | Titolo italiano | Prima TV USA      | Prima TV Italia |
| -- | ---------------------------- | --------------- | ----------------- | --------------- |
| 1  | Pilot                        |                 | 8 settembre 1983  |                 |
| 2  | Mickey Sleepwalks            |                 | 15 settembre 1983 |                 |
| 3  | The Boyfriend                |                 | 22 settembre 1983 |                 |
| 4  | Mickey Goes Topless          |                 | 29 settembre 1983 |                 |
| 5  | David's Birthday             |                 | 13 ottobre 1983   |                 |
| 6  | Mickey the Shoplifter        |                 | 20 ottobre 1983   |                 |
| 7  | Mickey's Mom                 |                 | 27 ottobre 1983   |                 |
| 8  | Mickey Gets Married (Part 1) |                 | 3 novembre 1983   |                 |
| 9  | Mickey Gets Married (Part 2) |                 | 10 novembre 1983  |                 |
| 10 | The Super                    |                 | 17 novembre 1983  |                 |
| 11 | Am I Blue?                   |                 | 24 novembre 1983  |                 |
| 12 | Mickey's T-Shirt             |                 | 1º dicembre 1983  |                 |
| 13 | Sexiest Bachelor             |                 | 8 dicembre 1983   |                 |
| 14 | Mickey's Misconception       |                 | 7 gennaio 1984    |                 |
| 15 | Mickey's Poster              |                 | 14 gennaio 1984   |                 |
| 16 | The Other Tucker             |                 | 21 gennaio 1984   |                 |
| 17 | The Break-Up (Part 1)        |                 | 4 febbraio 1984   |                 |
| 18 | The Break-Up (Part 2)        |                 | 11 febbraio 1984  |                 |
| 19 | Miss Mom                     |                 | 18 febbraio 1984  |                 |
| 20 | The Fight                    |                 | 25 febbraio 1984  |                 |
| 21 | A Paige in David's Life      |                 | 3 marzo 1984      |                 |
| 22 | Mickey Makes the Grade       |                 | 10 marzo 1984     |                 |